# Słupcza
Słupcza – wieś w Polsce, położona w województwie świętokrzyskim, w powiecie sandomierskim, w gminie Dwikozy.
| SIMC    | Nazwa            | Rodzaj    |
| ------- | ---------------- | --------- |
| 0790522 | Dół              | część wsi |
| 0790539 | Dziewicza Góra   | część wsi |
| 0790545 | Kapustnisko      | część wsi |
| 0790551 | Mogiłki          | część wsi |
| 0790568 | Na Studzienkach  | część wsi |
| 0790574 | Ogrody           | część wsi |
| 0790580 | Pasieki          | część wsi |
| 0790597 | Pod Czerminem    | część wsi |
| 0790605 | Pod Kępą         | część wsi |
| 0790611 | Przydanka        | część wsi |
| 0790628 | Wołaczów         | część wsi |
| 0790634 | Za Głęboką Drogą | część wsi |
| 0790640 | Za Owczarnią     | część wsi |

W latach 1975–1998 miejscowość administracyjnie należała do województwa tarnobrzeskiego.
Prywatna wieś szlachecka położona była w drugiej połowie XVI wieku w powiecie sandomierskim województwa sandomierskiego.  W 1864 w wyniku uwłaszczenia chłopów przeprowadzonego na mocy ukazu cara Aleksandra II Romanowa mieszkańcy Słupczy stali się właścicielami posiadanej ziemi i budynków. W wyniku agresji niemieckiej na Polskę wieś w latach 1939-1944 znajdowała się pod okupacją niemiecką. Wielu mieszkańców zostało wywiezionych na roboty do III Rzeszy, a wielu było prześladowanych. Z powodu nieoddawania tzw. kontyngentów, 28 października 1943 żandarmii niemieccy powiesili dwóch mieszkańców wsi.